# Itália nos Jogos Olímpicos de Verão de 1988
A Itália participou dos Jogos Olímpicos de Verão de 1988 em Seul, na Coreia do Sul. Conquistou seis medalhas de ouro, quatro de prata e quatro de bronze, somando quatorze no total. Ficou na décima posição no ranking geral.